# Resolució 871 del Consell de Seguretat de les Nacions Unides
La Resolució 871 del Consell de Seguretat de les Nacions Unides fou adoptada per unanimitat el 4 d'octubre de 1993. Després de reafirmar les resolucions 713 (1992) i 743 (1992) i les resolucions posteriors relatives a la situació a l'antiga Iugoslàvia i a la Força de Protecció de les Nacions Unides (UNPROFOR), el Consell va expressar la seva preocupació pel fet que el pla de manteniment de la pau de les Nacions Unides per a Croàcia, en particular la Resolució 769 (1992) no s'ha implementat i es va discutir el pla de pau i ampliar el mandat de la UNPROFOR fins al 31 de març de 1994.
El Consell va reiterar la seva determinació d'assegurar la seguretat de la UNPROFOR i la seva llibertat de moviment a Croàcia i a Bòsnia i Hercegovina. Actuant en virtut del Capítol VII de la Carta de les Nacions Unides, el Consell va adoptar la recomanació del Secretari General Boutros Boutros-Ghali per establir tres comandaments subordinats dins de la UNPROFOR:
(a) UNPROFOR (Croàcia);
(b) UNPROFOR (Bòsnia i Hercegovina);
(c) UNPROFOR (Macedònia).
Es va destacar la importància del pla de pau per a Croàcia, declarant que l'incompliment de les resolucions del Consell de Seguretat tindria greus conseqüències. Es van condemnar els atacs militars a Bòsnia i Hercegovina i a Croàcia. També va demanar un alto el foc entre Croàcia i les autoritats sèrbies a les Àrees Protegides de les Nacions Unides, mediades per la Conferència Internacional sobre l'antiga Iugoslàvia. El Consell va declarar que era important que la confiança es creés mitjançant la restauració de l'electricitat i subministrament d'aigua i la reobertura i restauració del ferrocarril i les carreteres.
La resolució autoritzava l'ús de la força per la UNPROFOR actuant en defensa pròpia per assegurar la seva seguretat i llibertat de circulació, decidint revisar l'extensió d'un suport aeri proper a la força de manteniment de la pau. Es va demanar al Secretari General que informés al Consell de Seguretat en un termini de dos mesos sobre els progressos realitzats en la implementació del pla de pau de les Nacions Unides per a Croàcia i la implementació del mandat de la UNPROFOR.